# Bulbophyllum nutans
Bulbophyllum nutans là một loài phong lan.

## Hình ảnh

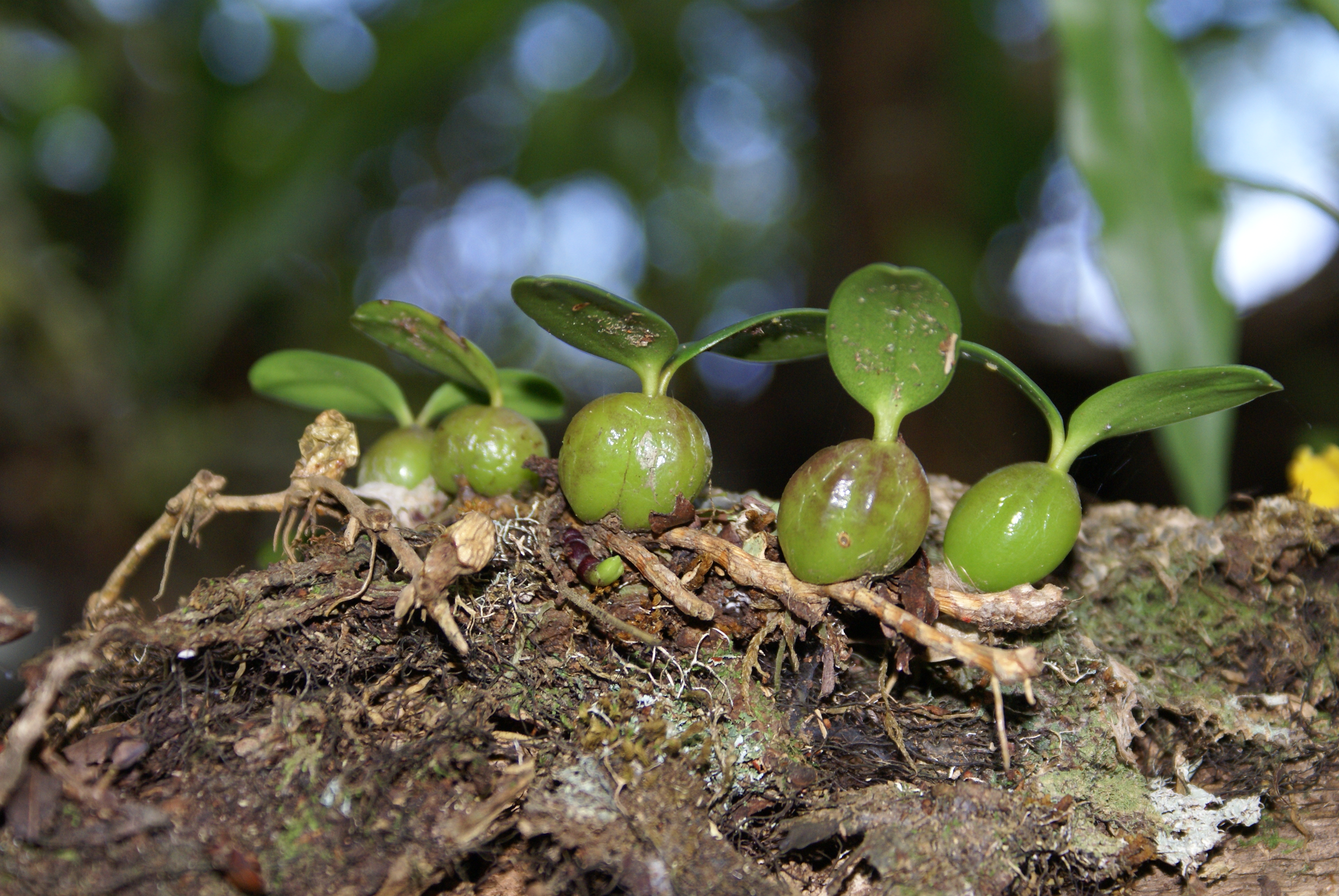